# Maiara & Maraisa
Maiara & Maraisa est un duo musical brésilien de sertanejo formé en 2013 par les sœurs jumelles  Maiara Carla Henrique Pereira et Carla Maraisa Henrique Pereira.
Maiara & Maraísa prend de l'importance en 2016, réussissant à remporter plusieurs certifications de Pro-Música Brasil, dont vingt et un diamants correspondant à 6,3 millions d'unités vendues sur le territoire brésilien. Au fil des ans, le duo reçoit plusieurs nominations pour des prix nationaux, tels que Prêmio Multishow de Música Brasileira et Meus Prêmios Nick,.

## Biographie

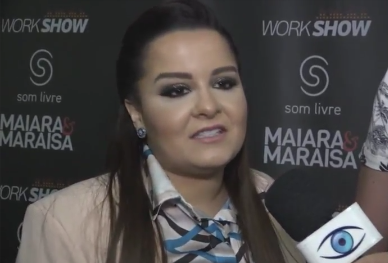
Maiara en 2017.

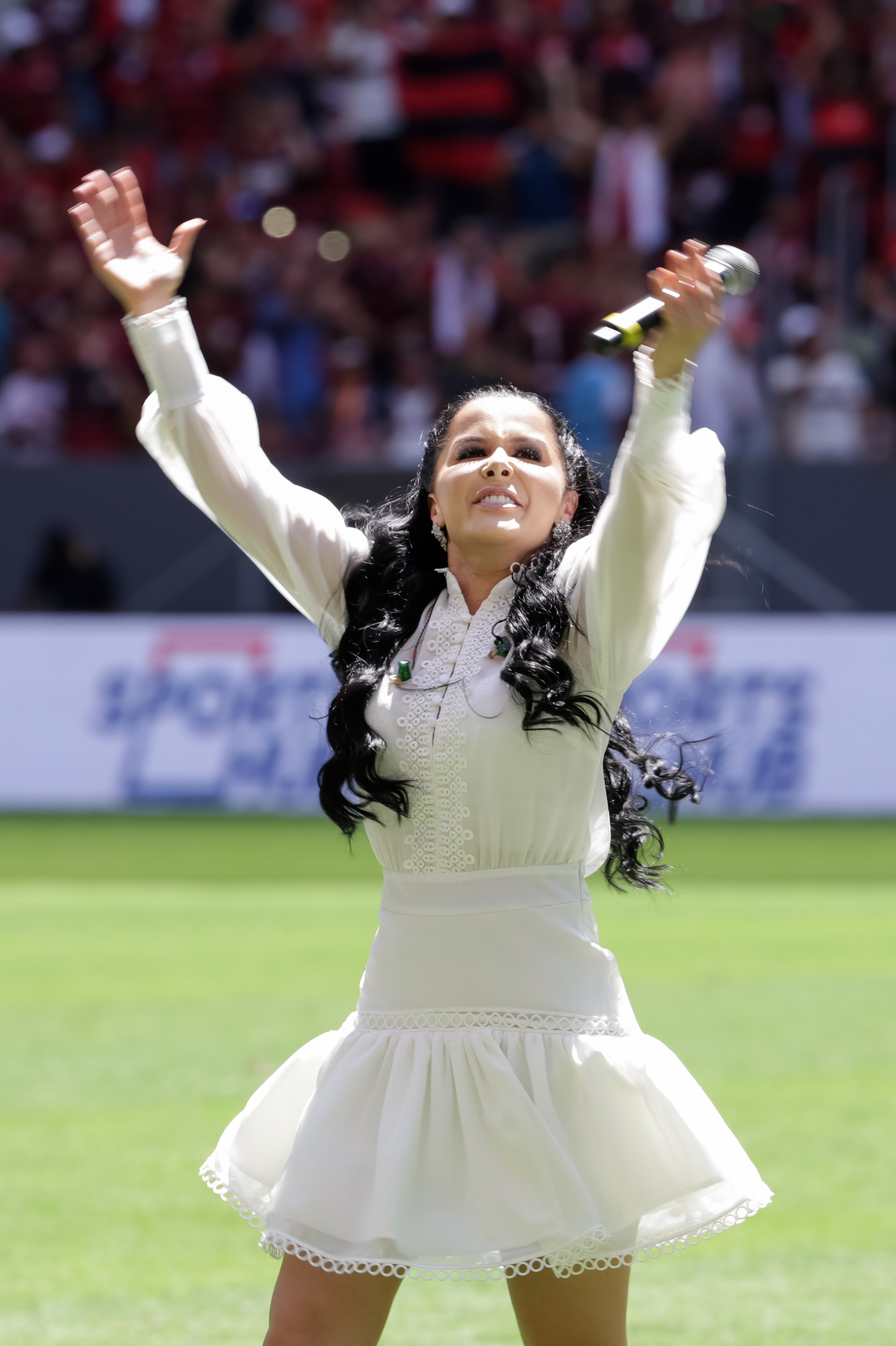
Maraisa en 2020.

Maiara Carla Henrique Pereira et Carla Maraisa Henrique Pereira sont nées à São José dos Quatro Marcos, dans le Mato Grosso, le 31 décembre 1987. Elles passent leur enfance et leur adolescence dans plusieurs villes du pays. Peu de temps après leur naissance, leurs parents déménagent à Juruena. Elles vivent un temps dans la ville de Rondonópolis où leur père Marcos César travaille comme employé de banque, puis dans les villes d'Araguaína comme Montes Claros, Governador Valadares et Belo Horizonte.
Maiara et Maraisa commencent à chanter à l'âge de cinq ans. Elles montent sur scène pour la première fois lors du Festival da Canção. En mars 2004, elles sortent un album intitulé Geminis Totalmente Livre.
Le duo Jorge e Mateus aide les jumelles à accéder à la notoriété[Comment ?].
Le duo devient connu sous le nom de « As Patroas » pour ses chansons comme 10 %, Se Olha no Espelho, No Dia do Seu Casamento et Medo Bobo, qui sont présentes sur l'album Ao Vivo em Goiânia (2016) qui atteint le sommet des charts brésiliens.

## Discographie

### Albums studio
- 2014 - No Dia do Seu Casamento
- 2018 - Guias
- 2020 - Patroas (avec Marília Mendonça)
- 2021 - Incomparable
- 2021 - Patroas 35 % (avec Marília Mendonça)

### Albums live
- 2016 - Ao vivo à Goiânia
- 2017 - Ao vivo à Campo Grande
- 2018 - Agora é que são elas 2 (avec Marília Mendonça)
- 2019 - Réflexo
- 2019 - Aqui em casa

### EP
- 2016 - Agora é que são elas ao vivo (acoustique)
- 2017 - Maiara & Maraisa
- 2020 - Patroas 1 (avec Marília Mendonça)
- 2020 - Patroas 2 (avec Marília Mendonça)
- 2020 - Patroas 3 (avec Marília Mendonça)
- 2020 - Patroas 4 (avec Marília Mendonça)
- 2020 - Veneno et remédio